# Élisabeth Rappeneau
Pour les articles homonymes, voir Rappeneau.
Élisabeth Rappeneau est une réalisatrice de cinéma et de télévision française d'origine icaunaise, née en 19 janvier 1940 à Auxerre et morte le 2 janvier 2020 à Paris.

## Biographie
Élisabeth Rappeneau est la sœur de Jean-Paul Rappeneau (né en 1932), également réalisateur, et la tante de Martin Rappeneau (né en 1976), musicien, et de Julien Rappeneau (né en 1971), scénariste.

## Filmographie

### Comme réalisatrice

#### Cinéma
- 1988 : Fréquence meurtre

#### Télévision
- 1989 : Mieux vaut courir (téléfilm)
- 1992 : L'Amour assassin (téléfilm)
- 1992 : Turbulences (téléfilm)
- 1994-1995 : Julie Lescaut (série télévisée, 4 épisodes)
- 1996 : Le Secret d'Iris (téléfilm)
- 1996 : Notre homme (téléfilm)
- 1997 : La Famille Sapajou (téléfilm)
- 1997 : L'Amour dans le désordre (téléfilm)
- 1998 : Telle mère, telle fille (téléfilm)
- 1998 : La Famille Sapajou : Le Retour (téléfilm)
- 1999 : Sapajou contre Sapajou (téléfilm)
- 2000 : Chacun chez soi (téléfilm)
- 2000 : Un homme en colère (série télévisée, 1 épisode : Un amour sans limite)
- 2001 : L'Impasse du cachalot (téléfilm)
- 2001 : Un citronnier pour deux (téléfilm)
- 2003 : Changer tout (téléfilm)
- 2003 : Les Femmes ont toujours raison (téléfilm)
- 2004 : L'Insaisissable (téléfilm)
- 2004 : Une vie (téléfilm)
- 2005 : Ma meilleure amie (téléfilm)
- 2005-2006 : Inséparables (série télévisée, 3 épisodes)
- 2008 : La Maison Tellier (téléfilm)
- 2009 : Cet été-là (téléfilm)
- 2010 : Quand vient la peur... (téléfilm)
- 2011 : Gérald K. Gérald (téléfilm)
- 2011 : J'ai peur d'oublier (téléfilm)
- 2013 : Je vous présente ma femme (téléfilm)

### Comme scénariste
- 1975 : Le Sauvage de Jean-Paul Rappeneau
- 1982 : Tout feu, tout flamme de Jean-Paul Rappeneau
- 1984 : Aéroport : Issue de secours de Joyce Buñuel (téléfilm)
- 1984 : Le Jumeau d'Yves Robert
- 1985 : Une femme ou deux de Daniel Vigne
- 1988 : Fréquence meurtre d'elle-même
- 1989 : Mieux vaut courir d'elle-même (téléfilm)
- 1992 : Turbulences d'elle-même (téléfilm)
- 1995 : Terrain glissant de Joyce Buñuel (téléfilm)

### Comme scripte
- 1962 : Le Combat dans l'île d'Alain Cavalier
- 1962 : Le Doulos de Jean-Pierre Melville
- 1963 : L'Aîné des Ferchaux de Jean-Pierre Melville
- 1963 : Le Feu follet de Louis Malle
- 1966 : La Vie de château de Jean-Paul Rappeneau
- 1966 : Les Créatures d'Agnès Varda
- 1967 : Le Voleur de Louis Malle
- 1968 : La Chamade d'Alain Cavalier
- 1968 : Alexandre le Bienheureux d'Yves Robert
- 1970 : Le Distrait de Pierre Richard
- 1971 : Le Souffle au cœur de Louis Malle
- 1971 : Ça n'arrive qu'aux autres de Nadine Trintignant (collaboration technique)
- 1972 : Le Grand Blond avec une chaussure noire d'Yves Robert
- 1973 : Au rendez-vous de la mort joyeuse de Juan Luis Buñuel
- 1973 : Défense de savoir de Nadine Trintignant
- 1973 : Salut l'artiste d'Yves Robert
- 1973 : Je sais rien, mais je dirai tout de Pierre Richard
- 1975 : L'important c'est d'aimer d'Andrzej Żuławski
- 1975 : L'Incorrigible de Philippe de Broca
- 1976 : Lumière de Jeanne Moreau
- 1976 : Un éléphant ça trompe énormément d'Yves Robert
- 1976 : Sérail d'Eduardo de Gregorio
- 1977 : Nous irons tous au paradis d'Yves Robert
- 1981 : Clara et les Chics Types de Jacques Monnet